# Montrose (Pennsilvània)
Montrose és una població dels Estats Units a l'estat de Pennsilvània. Segons el cens del 2007 tenia 1.843 habitants.

## Demografia
Segons el cens del 2000, Montrose tenia 1.664 habitants, 734 habitatges, i 405 famílies. La densitat de població era de 498 habitants/km².
Dels 734 habitatges en un 24,1% hi vivien nens de menys de 18 anys, en un 42,4% hi vivien parelles casades, en un 9,8% dones solteres, i en un 44,7% no eren unitats familiars. En el 40,2% dels habitatges hi vivien persones soles el 24,1% de les quals corresponia a persones de 65 anys o més que vivien soles. El nombre mitjà de persones vivint en cada habitatge era de 2,18 i el nombre mitjà de persones que vivien en cada família era de 2,96.
Per edats la població es repartia de la següent manera: un 23,3% tenia menys de 18 anys, un 8,8% entre 18 i 24, un 25,8% entre 25 i 44, un 20,3% de 45 a 60 i un 21,7% 65 anys o més.
L'edat mediana era de 39 anys. Per cada 100 dones de 18 o més anys hi havia 79,5 homes.
La renda mediana per habitatge era de 30.200 $ i la renda mediana per família de 46.607 $. Els homes tenien una renda mediana de 30.845 $ mentre que les dones 22.107 $. La renda per capita de la població era de 19.662 $. Entorn del 7,7% de les famílies i el 14,8% de la població estaven per davall del llindar de pobresa.

## Poblacions més properes
El següent diagrama mostra les poblacions més properes.